# Kajakarstwo na Letnich Igrzyskach Olimpijskich 2016 – C-2 1000 m mężczyzn
C-2 1000 metrów mężczyzn to jedna z konkurencji w kajakarstwie klasycznym rozgrywanych podczas Letnich Igrzysk Olimpijskich 2016. Kajakarze rywalizowali między 19 a 20 sierpnia na torze Lagoa Rodrigo de Freitas.

## Terminarz
Wszystkie godziny są podane w czasie brazylijskim (UTC-03:00)
| Data             | Godzina |            |
| ---------------- | ------- | ---------- |
| 19 sierpnia 2016 | 9:21    | Eliminacje |
| 19 sierpnia 2016 | 10:21   | Półfinały  |
| 20 sierpnia 2016 | 9:14    | Finały     |

## Wyniki

### Eliminacje
Najlepsza osoaba z każdego biegu awansowała do finału A pozostałe osady awansowały do półfinału.
Bieg 1
| Pozycja | Zawodnicy                        | Państwo   | Czas     | Uwagi |
| ------- | -------------------------------- | --------- | -------- | ----- |
| 1       | Erlon Silva Isaquias Queiroz     | Brazylia  | 3:33.269 | FA    |
| 2       | Dmytro Janczuk Taras Miszczuk    | Ukraina   | 3:35.284 |       |
| 3       | Ilja SZtokałow Ilja Pierwuchin   | Rosja     | 3:43.105 |       |
| 4       | Martin Marinov Ferenc Szekszárdi | Australia | 4:07.372 |       |
| 5       | Mussa Chamaune Joaquim Lobo      | Mozambik  | 4:14.002 |       |

Bieg 2
| Pozycja | Zawodnicy                       | Państwo    | Czas      | Uwagi |
| ------- | ------------------------------- | ---------- | --------- | ----- |
| 1       | Sebastian Brendel Jan Vandrey   | Niemcy     | 3:33.482  | FA    |
| 2       | Jorge Dayán Serguey Torres      | Kuba       | 3:34.939  |       |
| 3       | Róbert Mike Henrik Vasbányai    | Węgry      | 3:35.5017 |       |
| 4       | Filip Dvořák Jaroslav Radoň     | Czechy     | 3:36.818  |       |
| 5       | Mateusz Kamiński Michał Kudła   | Polska     | 3:44.717  |       |
| 6       | Herasym Koczniew Serik Mirbekow | Uzbekistan | 4:00.330  |       |

## Półfinały
Pierwsze trzy osoby z każdego półfinału awansowąły do finału A, pozostałe do finału B.
Półfinał 1
| Pozycja | Zawodnicy                     | Państwo  | Czas     | Uwagi |
| ------- | ----------------------------- | -------- | -------- | ----- |
| 1       | Dmytro Janczuk Taras Miszczuk | Ukraina  | 3:38.384 | FA    |
| 2       | Filip Dvořák Jaroslav Radoň   | Czechy   | 3:42.166 | FA    |
| 3       | Róbert Mike Henrik Vasbányai  | Węgry    | 3:56.126 | FA    |
| 4       | Mussa Chamaune Joaquim Lobo   | Mozambik | 4:23.965 | FB    |

Półfinał 2
| Pozycja | Zawodnicy                        | Państwo    | Czas     | Uwagi |
| ------- | -------------------------------- | ---------- | -------- | ----- |
| 1       | Jorge Dayán Serguey Torres       | Kuba       | 3:40.192 | FA    |
| 2       | Herasym Koczniew Serik Mirbekow  | Uzbekistan | 3:40.772 | FA    |
| 3       | Ilja SZtokałow Ilja Pierwuchin   | Rosja      | 3:42.127 | FA    |
| 4       | Mateusz Kamiński Michał Kudła    | Polska     | 3:43.467 | FB    |
| 5       | Martin Marinov Ferenc Szekszárdi | Australia  | 4:13.754 | FB    |

## Finały

### Finał B
| Pozycja | Zawodnicy                        | Państwo   | Czas     | Uwagi |
| ------- | -------------------------------- | --------- | -------- | ----- |
| 1       | Mateusz Kamiński Michał Kudła    | Polska    | 3:52.964 |       |
| 2       | Martin Marinov Ferenc Szekszárdi | Australia | 4:10.238 |       |
| 3       | Mussa Chamaune Joaquim Lobo      | Mozambik  | 4:38.732 |       |

### Finał A
| Pozycja | Zawodnicy                       | Państwo    | Czas     | Uwagi |
| ------- | ------------------------------- | ---------- | -------- | ----- |
| złoto   | Sebastian Brendel Jan Vandrey   | Niemcy     | 3:43.912 |       |
| srebro  | Erlon Silva Isaquias Queiroz    | Brazylia   | 3:44.819 |       |
| brąz    | Dmytro Janczuk Taras Miszczuk   | Ukraina    | 3:45.949 |       |
| 4       | Róbert Mike Henrik Vasbányai    | Węgry      | 3:46.198 |       |
| 5       | Ilja SZtokałow Ilja Pierwuchin  | Rosja      | 3:46.776 |       |
| 6       | Jorge Dayán Serguey Torres      | Kuba       | 3:48.133 |       |
| 7       | Filip Dvořák Jaroslav Radoň     | Czechy     | 3:49.352 |       |
| 8       | Herasym Koczniew Serik Mirbekow | Uzbekistan | 3:52.920 |       |